# باشگاه فوتبال آندورینها
باشگاه فوتبال آندورینها سانتو آنتونیو (به پرتغالی: Clube de Futebol Andorinha de Santo António) به (مخفف آندورینها) یکی از باشگاه‌های فوتبال پرتغالی در سانتو آنتونیو، فونچال، مادیرا است. فوتبالیست سرشناس پرتغال، کریستیانو رونالدو ابتدا در این باشگاه بازی می‌کرده‌است.پدر وی مدیر تدارکات این باشگاه بوده است.